# Камышовковые
Камышо́вковые, или камы́шевковые (лат. Acrocephalidae), — семейство певчих воробьиных, входящее в надсемейство Sylvioidea. Ранее настоящие камышовки, пересмешки и род Nesillas принадлежали к славковым. Представители этого семейства, как правило, являются довольно крупными певчими птицами. У большинства представителей отчётливая оливково-коричневая верхняя часть туловища, а нижняя — от желтоватого до бежевого цвета. Птицы обычно обитают в редколесьях, зарослях тростника или высокой траве. Семейство встречается в основном в южной части западной Евразии и её окрестностях, однако ареал также охватывает Тихоокеанский регион и Африку.

## Классификация
В семействе 7 родов и 61 вид:
- Род Arundinax (1 вид)
  - Arundinax aedon — Толстоклювая камышовка
- Род Acrocephalus — Настоящие камышовки (42 вида)
- Род Calamonastides (1 вид)
  - Calamonastides gracilirostris
- Род Graueria — Полосатогрудки (1 вид)
  - Graueria vittata
- Род Hippolais — Пересмешки (4 вида)
  - Зелёная пересмешка (Hippolais icterina)
  - Пустынная пересмешка (Hippolais languida)
  - Средиземноморская пересмешка (Hippolais olivetorum)
  - Многоголосая пересмешка (Hippolais polyglotta)
- Род Iduna (6 видов)
  - Iduna caligata — Северная бормотушка
  - Iduna natalensis — Натальская желтобрюхая камышовка
  - Iduna opaca
  - Iduna pallida — Бледная пересмешка
  - Iduna rama — Южная бормотушка
  - Iduna similis — Бамбуковая желтобрюхая камышовка
- Род Nesillas (6 видов)
  - Альдабранская камышовка (Nesillas aldabrana)
  - Nesillas brevicaudata
  - Nesillas lantzii
  - Nesillas longicaudata
  - Nesillas mariae — Коморский беброрнис
  - Nesillas typica — Мадагаскарский беброрнис